# ニューヨーク市地下鉄S系統

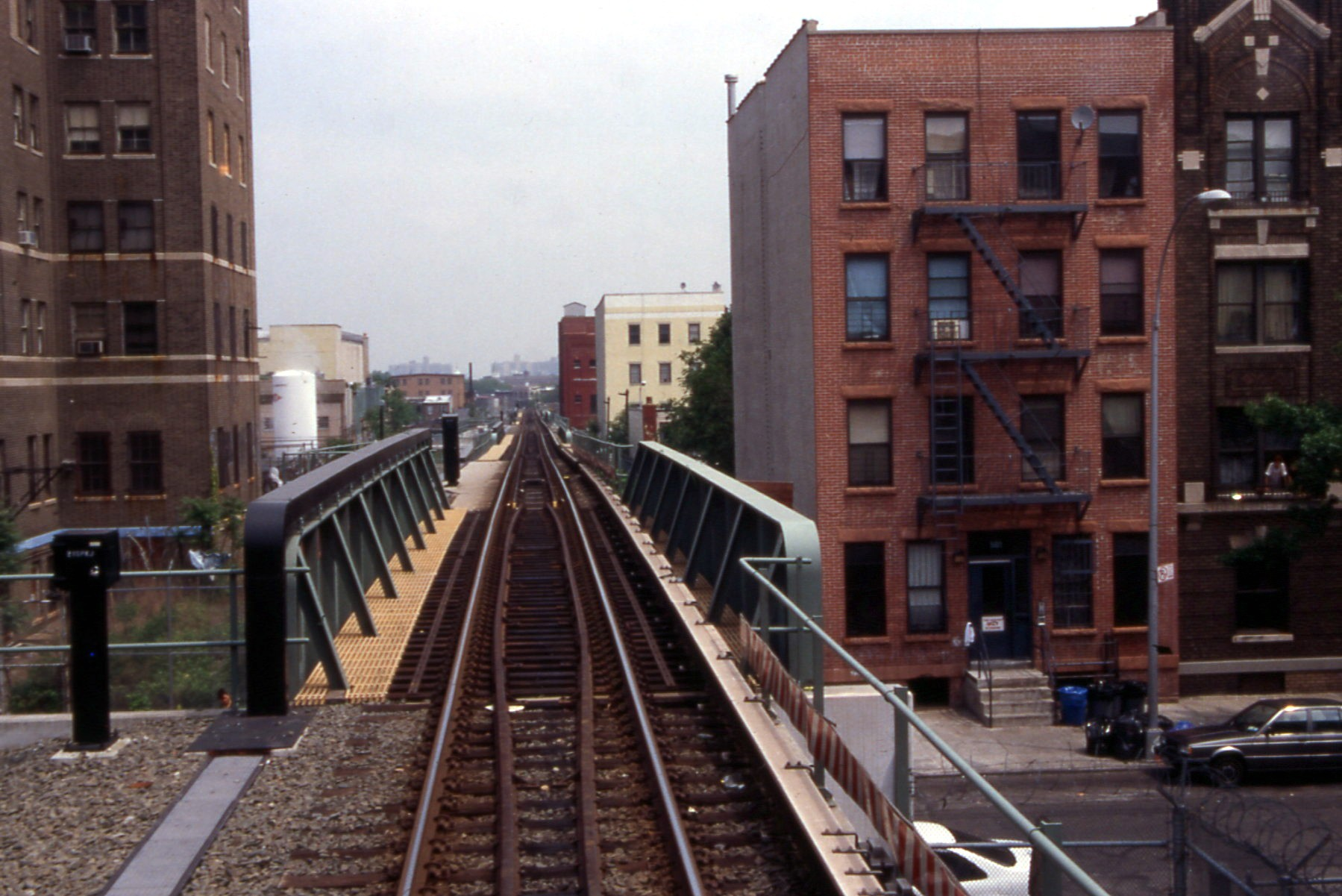
BMTブランクリン・アベニュー線パーク・プレイス駅付近の同線の単線区間

ニューヨーク市地下鉄S系統（ニューヨークしちかてつSけいとう、シャトル系統）はニューヨーク市地下鉄の運行系統の一つ。カラーはダーク・スレート・グレー。公式には3つの系統（うち2つは常時運行、1つは深夜運休）がS系統とされており、さらに4つの系統が深夜のみシャトルとして運行しているが、深夜のみ運行するシャトルにはS系統の系統記号が用いられない。

## シャトルの運行形態

### S系統
| シャトル系統名                     | 系統記号（NYCT内部で使用） | 北端                                            | 南端                                 | 運行時間           |
| ---------------------------------- | -------------------------- | ----------------------------------------------- | ------------------------------------ | ------------------ |
| 42丁目シャトル                     | 0（ゼロ）                  | タイムズ・スクエア駅                            | グランド・セントラル駅               | 深夜を除き常時運行 |
| ロッカウェイ・パーク・シャトル     | H                          | ブロード・チャンネル駅                          | ロッカウェイ・パーク-ビーチ116丁目駅 | 常時運行           |
| フランクリン・アベニュー・シャトル | S                          | フランクリン・アベニュー-フルトン・ストリート駅 | プロスペクト・パーク駅               | 常時運行           |

### 深夜のみ運行
| 運行系統 | 系統名                             | 北端                                      | 南端                                            | 備考 |
| -------- | ---------------------------------- | ----------------------------------------- | ----------------------------------------------- | --- |
|          | ダイアー・アベニュー・シャトル     | イーストチェスター-ダイアー・アベニュー駅 | 東180丁目駅                                     | 旧SS系統 |
|          | レファーツ・ブールバード・シャトル | ユークリッド・アベニュー駅                | オゾン・パーク-レファーツ・ブールバード駅       | ファー・ロッカウェイ方面のA系統とともに運行 · 深夜向けの路線図では · 時刻表と列車では、を系統記号として使用 |
|          | マートル・アベニュー・シャトル     | マートル・アベニュー駅                    | ミドル・ヴィレッジ-メトロポリタン・アベニュー駅 | 旧SS系統 |

## 旧系統
かつて地下鉄建設中にのみ運行されたシャトルにもS系統やSS系統が割り当てられた。1985年以前は全てのシャトルにSS系統が用いられ、S系統はアケダクト競馬場駅行きのINDの列車を含む特別列車 ("special") に用いられた。1967年にクリストファー・ストリート・コネクションが全通し全ての運行系統に系統記号が導入され、この時初めてSS系統が登場した。
かつては以下の運行系統にS系統またはSS系統が割り当てられていた。
- ボウリング・グリーン-サウス・フェリー・シャトル （1909–1977年）
- カルバー・シャトル （1954–1975年）
- 63丁目シャトル （1998–1999年）
- グランド・ストリート・シャトル （2001–2004年）

シャトル系統のうち一部はH系統またはHH系統が割り当てられ、これらが最後にインディペンデント・サブウェイ・システムに割り当てられた系統記号となった。これらの系統記号は1936年から1946年まではコート・スクエア・シャトルに、1967年からは1993年に青色にSの系統記号に変更されるまでロッカウェイ・パーク・シャトルに割り当てられていた。2012年11月にはハリケーン・サンディによりロッカウェイズ（ロッカウェイ半島）に接続する線路が被害を受けたため臨時運行されたシャトルにH系統が割り当てられた。
トランジット・オーソリティが全運行系統に系統記号を割り当てた際、「シャトル」と認めるには全長が長すぎると考えられたため3番街高架線には8系統が割り当てられた。しかし、同線を走行する列車の方向幕には「8」ではなくSHUTTLEが表示された。この系統は1973年に廃止された。

### レノックス・ターミナル・シャトル (1905?–1970年頃)
3系統が登場するまではレノックス・ターミナル・シャトル（レノックス・シャトル、レノックス・アベニュー・シャトルとも）が148丁目駅と135丁目駅を結んでいた。1968年5月13日より前は145丁目駅が終点であったため145丁目シャトルと呼ばれ、運行時間は午後9時から午前1時までであった。1918年までにこの運行系統が設定されたが、IRTホワイト・プレインズ・ロード線がIRTレノックス・アベニュー線と接続された1905年から運行が開始されていたとされる。
1969年から1972年にかけて3系統に統合され、当時はシャトルとして運行された。1995年9月10日に3系統の深夜運行が中止されたが、その後2008年7月27日に運行が再開された。この間には代わりに無料の夜行シャトルバスが運行された。

### マートル・アベニュー・シャトル (1969–1973年)
1969年10月3日にBMTマートル・アベニュー線マートル・アベニュー-ブロードウェイ駅以南の運行が中止されると、MJ系統が廃止され現在の深夜・週末のみ運行のM系統のシャトルが誕生した。しかしこの系統にはSS系統が割り当てられ、1973年に両系統が統合されるまでM系統とは別の系統と考えられていた。

### ナッソー・ストリート・シャトル (1999年)
このシャトルは1999年5月から9月までウィリアムズバーグ橋の修復工事に伴い運行された。運行時間は毎日午前6時から午後10時まで、運行区間はエセックス・ストリート駅～ブロード・ストリート駅（週末はチェンバーズ・ストリート駅）間であった。エセックス・ストリート駅でB39系統のバスに乗り換え、橋を渡ってJ系統が利用可能なマーシー・アベニュー駅に向かうことができた。

## 関連文献
- "Coming Transit Reductions: What They Mean for You," The New York Times, August 20, 1995, p. CY10
- "A Subway Station is Shuttered, the First in 33 Years," The New York Times, September 11, 1995（フランクリン・アベニュー・シャトルのディーン・ストリート駅に関する記事、見出しは1962年のワース・ストリート駅廃止について言及。この時までに旧式の高架鉄道がいくつか廃止され、当時高架区間と地下鉄区間を有していたカルバー・シャトルも廃止された。）